# Скородумки (Московская область)
Скородумки — деревня в Московской области России. Входит в городской округ Солнечногорск. Население — 29 чел. (2010).

## География
Деревня Скородумки расположена на севере Московской области, в центральной части округа, примерно в 4 км к югу от центра города Солнечногорска. К деревне приписано 6 садоводческих товариществ.
Восточнее деревни проходит линия главного хода Октябрьской железной дороги. Ближайшие сельские населённые пункты — деревни Рекино-Кресты и Снопово, ближайшая железнодорожная станция — Подсолнечная.

## Население
| 1852 | 1859 | 1890 | 1899 | 1926 | 1966 | 1998 |
| ---- | ---- | ---- | ---- | ---- | ---- | ---- |
| 100  | ↘99  | ↗115 | ↗143 | ↘135 | ↘93  | ↘17  |
| 2002 | 2010 |      |      |      |      |      |
| ↘13  | ↗29  |      |      |      |      |      |

## История
Скородумки, деревня 1-го стана, Львова, Князя Владимира Владимировича, крестьян 49 душ мужского пола, 51 женского, 20 дворов, 58 верст от столицы, 24 от уездного города, близ Московского шоссе.— Нистрем К. Указатель селений и жителей уездов Московской губернии, 1852 г.
В «Списке населённых мест» 1862 года — владельческая деревня 1-го стана Клинского уезда Московской губернии по правую сторону Санкт-Петербурго-Московского шоссе от Клина к Москве, в 24 верстах от уездного города и 3 верстах от становой квартиры, при колодцах, с 12 дворами и 99 жителями (47 мужчин, 52 женщины).
По данным на 1899 год — деревня Солнечногорской волости Клинского уезда со 143 душами населения.
В 1913 году — 26 дворов.
По материалам Всесоюзной переписи населения 1926 года — деревня Спас-Слободского сельсовета Солнечногорской волости Клинского уезда в 2,7 км от Ленинградского шоссе и 4,3 км от станции Подсолнечная Октябрьской железной дороги, проживало 135 жителей (62 мужчины, 73 женщины), насчитывалось 26 крестьянских хозяйств.
С 1929 года — населённый пункт в составе Солнечногорского района Московского округа Московской области. Постановлением ЦИК и СНК от 23 июля 1930 года округа как административно-территориальные единицы были ликвидированы.
1929—1957, 1960—1962 гг. — деревня Спас-Слободского сельсовета Солнечногорского района.
1957—1960 гг. — деревня Спас-Слободского сельсовета Химкинского района.
1962—1963, 1965—1994 гг. — деревня Обуховского сельсовета Солнечногорского района.
1963—1965 гг. — деревня Обуховского сельсовета Солнечногорского укрупнённого сельского района.
С 1994 до 2006 гг. деревня входила в Обуховский сельский округ Солнечногорского района.
С 2005 до 2019 гг. деревня включалась в городское поселение Солнечногорск Солнечногорского муниципального района.
С 2019 года деревня входит в городской округ Солнечногорск.